# Campeonato Mundial de Patinação Artística no Gelo de 2008
O Campeonato Mundial de Patinação Artística no Gelo de 2008 foi a nonagésima oitava edição do Campeonato Mundial de Patinação Artística no Gelo, um evento anual de patinação artística no gelo organizado pela União Internacional de Patinação (em inglês:  International Skating Union) onde os patinadores artísticos competem pelo título de campeão mundial. A competição foi disputada entre os dias 17 de março e 23 de março, no Scandinavium, localizado na cidade de Gotemburgo, Suécia.

## Eventos
- Individual masculino
- Individual feminino
- Duplas
- Dança no gelo

## Medalhistas
| Evento                        | Ouro                                             | Prata                              | Bronze                                    |
| Individual masculino detalhes | Jeffrey Buttle · Canadá                          | Brian Joubert · França             | Johnny Weir · Estados Unidos              |
| Individual feminino detalhes  | Mao Asada · Japão                                | Carolina Kostner · Itália          | Kim Yu-Na · Coreia do Sul                 |
| Duplas detalhes               | Aliona Savchenko · Robin Szolkowy · Alemanha     | Zhang Dan · Zhang Hao · China      | Jessica Dube · Bryce Davison · Canadá     |
| Dança no gelo detalhes        | Isabelle Delobel · Olivier Schoenfelder · França | Tessa Virtue · Scott Moir · Canadá | Jana Khokhlova · Sergei Novitski · Rússia |

## Resultados

### Individual masculino

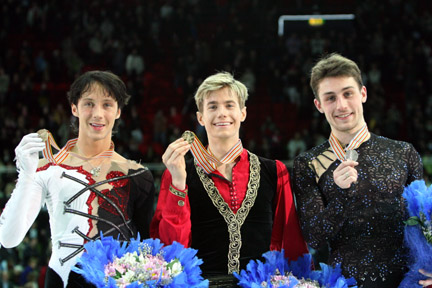
Pódio da competição masculina. Da esquerda para a direita: Johnny Weir (3º), Jeffrey Buttle (1º), Brian Joubert (2º).

| Medalha de ouro                                       | Jeffrey Buttle        | Canadá           | 245.17 | 82.10 (1)  | 163.07 (1)  |
| Medalha de prata                                      | Brian Joubert         | França           | 231.22 | 77.75 (6)  | 153.47 (2)  |
| Medalha de bronze                                     | Johnny Weir           | Estados Unidos   | 221.84 | 80.79 (2)  | 141.05 (5)  |
| 4                                                     | Daisuke Takahashi     | Japão            | 220.11 | 80.40 (3)  | 139.71 (6)  |
| 5                                                     | Stéphane Lambiel      | Suíça            | 217.88 | 79.12 (5)  | 138.76 (7)  |
| 6                                                     | Kevin van der Perren  | Bélgica          | 216.02 | 70.24 (9)  | 145.78 (3)  |
| 7                                                     | Sergei Voronov        | Rússia           | 209.93 | 65.26 (15) | 144.67 (4)  |
| 8                                                     | Takahiko Kozuka       | Japão            | 205.15 | 70.91 (8)  | 134.24 (8)  |
| 9                                                     | Patrick Chan          | Canadá           | 203.55 | 72.81 (7)  | 130.74 (11) |
| 10                                                    | Stephen Carriere      | Estados Unidos   | 201.69 | 68.20 (11) | 133.49 (9)  |
| 11                                                    | Jeremy Abbott         | Estados Unidos   | 197.26 | 65.61 (14) | 131.65 (10) |
| 12                                                    | Sergei Davydov        | Bielorrússia     | 196.79 | 68.19 (12) | 128.60 (12) |
| 13                                                    | Adrian Schultheiss    | Suécia           | 194.39 | 66.45 (13) | 127.94 (13) |
| 14                                                    | Kristoffer Berntsson  | Suécia           | 193.72 | 69.02 (10) | 124.70 (15) |
| 15                                                    | Tomáš Verner          | República Tcheca | 191.94 | 79.87 (4)  | 112.07 (20) |
| 16                                                    | Karel Zelenka         | Itália           | 187.65 | 64.05 (17) | 123.60 (16) |
| 17                                                    | Gregor Urbas          | Eslovênia        | 187.48 | 61.65 (18) | 125.83 (14) |
| 18                                                    | Yannick Ponsero       | França           | 182.06 | 64.46 (16) | 117.60 (18) |
| 19                                                    | Yasuharu Nanri        | Japão            | 179.88 | 60.89 (20) | 118.99 (17) |
| 20                                                    | Anton Kovalevski      | Ucrânia          | 178.13 | 60.74 (21) | 117.39 (19) |
| 21                                                    | Igor Macypura         | Eslováquia       | 169.93 | 61.19 (19) | 108.74 (21) |
| 22                                                    | Jamal Othman          | Suíça            | 164.02 | 57.75 (22) | 106.27 (22) |
| 23                                                    | Li Chengjiang         | China            | 155.75 | 53.99 (23) | 101.76 (23) |
| 24                                                    | Abzal Rakimgaliev     | Cazaquistão      | 149.92 | 51.58 (24) | 98.34 (24)  |
| Não avançaram para a patinação livre / programa longo |                       |                  |        |            |             |
| 25                                                    | Alexandr Kazakov      | Bielorrússia     | 51.00  | 51.00 (25) |             |
| 26                                                    | Michael Chrolenko     | Noruega          | 50.50  | 50.50 (26) |             |
| 27                                                    | Pavel Kaška           | República Tcheca | 49.98  | 49.98 (27) |             |
| 28                                                    | Boris Martinec        | Croácia          | 48.91  | 48.91 (28) |             |
| 29                                                    | Elliot Hilton         | Reino Unido      | 48.10  | 48.10 (29) |             |
| 30                                                    | Javier Fernández      | Espanha          | 47.87  | 47.87 (30) |             |
| 31                                                    | Mikko Minkkinen       | Finlândia        | 47.15  | 47.15 (31) |             |
| 32                                                    | Peter Liebers         | Alemanha         | 46.96  | 46.96 (32) |             |
| 33                                                    | Zoltán Kelemen        | Romênia          | 45.58  | 45.58 (33) |             |
| 34                                                    | Maxim Shipov          | Israel           | 44.32  | 44.32 (34) |             |
| 35                                                    | Sean Carlow           | Austrália        | 43.98  | 43.98 (35) |             |
| 36                                                    | Luis Hernández        | México           | 42.74  | 42.74 (36) |             |
| 37                                                    | Manuel Koll           | Áustria          | 42.47  | 42.47 (37) |             |
| 38                                                    | Justin Pietersen      | África do Sul    | 38.67  | 38.67 (38) |             |
| 39                                                    | Naiden Borichev       | Bulgária         | 38.36  | 38.36 (39) |             |
| 40                                                    | Konstantin Tupikov    | Polônia          | 37.47  | 37.47 (40) |             |
| 41                                                    | Tristan Thode         | Nova Zelândia    | 35.29  | 35.29 (41) |             |
| 42                                                    | Kutay Eryoldas        | Turquia          | 35.04  | 35.04 (42) |             |
| 43                                                    | Danil Privalov        | Azerbaijão       | 34.73  | 34.73 (43) |             |
| 44                                                    | Tigran Vardanjan      | Hungria          | 32.37  | 32.37 (44) |             |
| 45                                                    | Saulius Ambrulevičius | Lituânia         | 28.63  | 28.63 (45) |             |
| 46                                                    | Alban Préaubert       | França           | —      | — (WD)     |             |

### Individual feminino

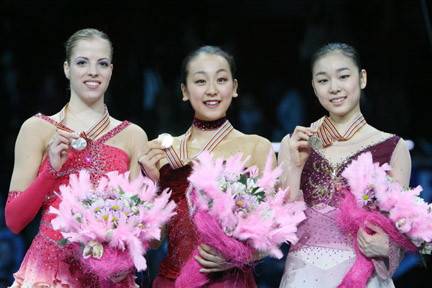
Pódio da competição feminina. Da esquerda para a direita: Carolina Kostner (2ª), Mao Asada (1ª), Kim Yu-Na (3ª).

| Medalha de ouro                                       | Mao Asada                | Japão            | 185.56 | 64.10 (2)  | 121.46 (2) |
| Medalha de prata                                      | Carolina Kostner         | Itália           | 184.68 | 64.28 (1)  | 120.40 (3) |
| Medalha de bronze                                     | Kim Yuna                 | Coreia do Sul    | 183.23 | 59.85 (5)  | 123.38 (1) |
| 4                                                     | Yukari Nakano            | Japão            | 177.40 | 61.10 (3)  | 116.30 (4) |
| 5                                                     | Joannie Rochette         | Canadá           | 174.12 | 59.53 (6)  | 114.59 (5) |
| 6                                                     | Sarah Meier              | Suíça            | 171.88 | 59.49 (7)  | 112.39 (6) |
| 7                                                     | Kimmie Meissner          | Estados Unidos   | 149.74 | 57.25 (9)  | 92.49 (12) |
| 8                                                     | Laura Lepistö            | Finlândia        | 147.26 | 45.41 (21) | 101.85 (7) |
| 9                                                     | Kiira Korpi              | Finlândia        | 145.73 | 60.58 (4)  | 85.15 (17) |
| 10                                                    | Beatrisa Liang           | Estados Unidos   | 145.29 | 52.81 (10) | 92.48 (13) |
| 11                                                    | Júlia Sebestyén          | Hungria          | 145.17 | 47.04 (19) | 98.13 (8)  |
| 12                                                    | Annette Dytrt            | Alemanha         | 144.31 | 50.99 (12) | 93.32 (11) |
| 13                                                    | Valentina Marchei        | Itália           | 142.93 | 48.89 (17) | 94.04 (9)  |
| 14                                                    | Mira Leung               | Canadá           | 140.59 | 50.69 (14) | 89.90 (14) |
| 15                                                    | Jelena Glebova           | Estônia          | 140.10 | 46.26 (20) | 93.84 (10) |
| 16                                                    | Ashley Wagner            | Estados Unidos   | 137.40 | 51.49 (11) | 85.91 (15) |
| 17                                                    | Ksenia Doronina          | Rússia           | 135.25 | 49.94 (15) | 85.31 (16) |
| 18                                                    | Viktoria Helgesson       | Suécia           | 127.96 | 49.68 (16) | 78.28 (20) |
| 19                                                    | Kim Na-Young             | Coreia do Sul    | 127.32 | 47.96 (18) | 79.36 (19) |
| 20                                                    | Elene Gedevanishvili     | Geórgia          | 125.99 | 44.06 (23) | 81.93 (18) |
| 21                                                    | Anastasia Gimazetdinova  | Uzbequistão      | 124.92 | 50.84 (13) | 74.08 (21) |
| 22                                                    | Tamar Katz               | Israel           | 116.86 | 43.58 (24) | 73.28 (22) |
| 23                                                    | Melinda Sherilyn Wang    | Taipé Chinesa    | 116.12 | 44.77 (22) | 71.35 (23) |
| 24                                                    | Miki Ando                | Japão            | 59.21  | 59.21 (8)  | — (WD)     |
| Não avançaram para a patinação livre / programa longo |                          |                  |        |            |            |
| 25                                                    | Jenna McCorkell          | Reino Unido      | 42.55  | 42.55 (25) |            |
| 26                                                    | Ivana Reitmayerová       | Eslováquia       | 41.79  | 41.79 (26) |            |
| 27                                                    | Tuğba Karademir          | Turquia          | 38.71  | 38.71 (27) |            |
| 28                                                    | Mérovée Ephrem           | Mônaco           | 38.61  | 38.61 (28) |            |
| 29                                                    | Victoria Muniz           | Porto Rico       | 38.41  | 38.41 (29) |            |
| 30                                                    | Sonia Lafuente           | Espanha          | 38.35  | 38.35 (30) |            |
| 31                                                    | Liu Yan                  | China            | 38.13  | 38.13 (31) |            |
| 32                                                    | Nella Simaová            | República Tcheca | 37.72  | 37.72 (32) |            |
| 33                                                    | Sonia Radeva             | Bulgária         | 37.44  | 37.44 (33) |            |
| 34                                                    | Anna Jurkiewicz          | Polônia          | 37.09  | 37.09 (34) |            |
| 35                                                    | Irina Movchan            | Ucrânia          | 36.17  | 36.17 (35) |            |
| 36                                                    | Julia Sheremet           | Bielorrússia     | 34.69  | 34.69 (36) |            |
| 37                                                    | Tina Wang                | Austrália        | 34.00  | 34.00 (37) |            |
| 38                                                    | Candice Didier           | França           | 33.91  | 33.91 (38) |            |
| 39                                                    | Roxana Luca              | Romênia          | 32.07  | 32.07 (39) |            |
| 40                                                    | Viviane Käser            | Suíça            | 30.37  | 30.37 (40) |            |
| 41                                                    | Mirna Libric             | Croácia          | 30.20  | 30.20 (41) |            |
| 42                                                    | Ksenia Jastsenjski       | Sérvia           | 29.05  | 29.05 (42) |            |
| 43                                                    | Barbara Klerk            | Bélgica          | 28.38  | 28.38 (43) |            |
| 44                                                    | Loretta Hamui            | México           | 28.15  | 28.15 (44) |            |
| 45                                                    | Gracielle Jeanne Tan     | Filipinas        | 27.85  | 27.85 (45) |            |
| 46                                                    | Denise Koegl             | Áustria          | 27.36  | 27.36 (46) |            |
| 47                                                    | Charissa Tansomboon      | Tailândia        | 27.28  | 27.28 (47) |            |
| 48                                                    | Stasia Rage              | Letônia          | 26.45  | 26.45 (48) |            |
| 49                                                    | Tamami Ono               | Hong Kong        | 26.20  | 26.20 (49) |            |
| 50                                                    | Maria-Elena Papasotiriou | Grécia           | 25.95  | 25.95 (50) |            |
| 51                                                    | Lejeanne Marais          | África do Sul    | 25.85  | 25.85 (51) |            |
| 52                                                    | Morgan Figgins           | Nova Zelândia    | 25.16  | 25.16 (52) |            |
| 53                                                    | Beatrice Rozinskaite     | Lituânia         | 24.02  | 24.02 (53) |            |

### Duplas

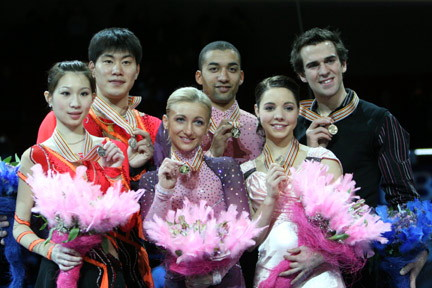
Pódio da competição de duplas. Da esquerda para a direita: Zhang Dan / Zhang Hao (2º), Aliona SavSUInko / Robin Szolkowy (1º), Jessica Dubé / Bryce Davison (3º).

| Pos.              | Nome                                   | Nacionalidade  | Pontos | PC         | PL          |
| ----------------- | -------------------------------------- | -------------- | ------ | ---------- | ----------- |
| Medalha de ouro   | Aliona Savchenko / Robin Szolkowy      | Alemanha       | 202.86 | 72.00 (2)  | 130.86 (1)  |
| Medalha de prata  | Zhang Dan / Zhang Hao                  | China          | 197.82 | 74.36 (1)  | 123.46 (3)  |
| Medalha de bronze | Jessica Dubé / Bryce Davison           | Canadá         | 192.78 | 68.66 (4)  | 124.12 (2)  |
| 4                 | Yuko Kawaguchi / Alexander Smirnov     | Rússia         | 191.33 | 71.42 (3)  | 119.91 (4)  |
| 5                 | Pang Qing / Tong Jian                  | China          | 186.78 | 67.87 (5)  | 118.91 (5)  |
| 6                 | Meagan Duhamel / Craig Buntin          | Canadá         | 169.61 | 60.01 (7)  | 109.60 (6)  |
| 7                 | Maria Mukhortova / Maxim Trankov       | Rússia         | 166.64 | 64.09 (6)  | 102.55 (9)  |
| 8                 | Anabelle Langlois / Cody Hay           | Canadá         | 164.67 | 59.43 (9)  | 105.24 (7)  |
| 9                 | Tatiana Volosozhar / Stanislav Morozov | Ucrânia        | 159.95 | 59.53 (8)  | 100.42 (10) |
| 10                | Rena Inoue / John Baldwin              | Estados Unidos | 157.20 | 53.83 (10) | 103.37 (8)  |
| 11                | Brooke Castile / Benjamin Okolski      | Estados Unidos | 146.03 | 49.59 (12) | 96.44 (11)  |
| 12                | Dong Huibo / Wu Yiming                 | China          | 142.83 | 50.49 (11) | 92.34 (12)  |
| 13                | Laura Magitteri / Ondřej Hotárek       | Itália         | 126.38 | 42.18 (14) | 84.20 (13)  |
| 14                | Adeline Canac / Maximin Coia           | França         | 124.68 | 41.75 (16) | 82.93 (14)  |
| 15                | Stacey Kemp / David King               | Reino Unido    | 123.98 | 44.28 (13) | 79.70 (15)  |
| 16                | Dominika Piątkowska / Dmitri Khromin   | Polônia        | 111.94 | 38.32 (17) | 73.62 (16)  |
| 17                | Hayley Anne Sacks / Vadim Akolzin      | Israel         | 111.23 | 41.96 (15) | 69.27 (17)  |
| 18                | Marina Aganina / Dmitri Zobnin         | Uzbequistão    | 97.31  | 35.24 (18) | 62.07 (19)  |
| 19                | Ariel Fay Gagnon / Chad Tsagris        | Grécia         | 95.65  | 33.34 (19) | 62.31 (18)  |
| 20                | Amy Ireland / Michael Bahoric          | Croácia        | 77.39  | 26.57 (20) | 50.82 (20)  |
| WD                | Ekaterina Kostenko / Roman Talan       | Ucrânia        | —      | — (WD)     |             |

### Dança no gelo

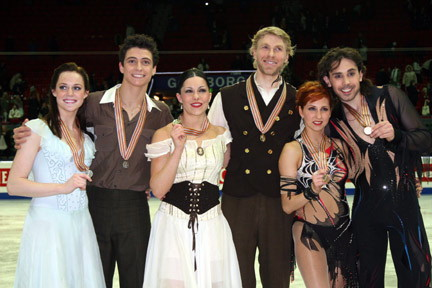
Pódio da competição de dança. Da esquerda para a direita: Tessa Virtue / Scott Moir (2º), Isabelle Delobel / Olivier Schoenfelder (1º), Jana Khokhlova / Sergei Novitski (3º).

| Pos.                                | Nome                                    | Nacionalidade    | Pontos | DC         | DO         | DL         |
| ----------------------------------- | --------------------------------------- | ---------------- | ------ | ---------- | ---------- | ---------- |
| Medalha de ouro                     | Isabelle Delobel / Olivier Schoenfelder | França           | 212.94 | 40.73 (1)  | 67.25 (1)  | 104.96 (2) |
| Medalha de prata                    | Tessa Virtue / Scott Moir               | Canadá           | 208.80 | 38.71 (2)  | 64.81 (3)  | 105.28 (1) |
| Medalha de bronze                   | Jana Khokhlova / Sergei Novitski        | Rússia           | 203.26 | 37.98 (3)  | 65.99 (2)  | 99.29 (5)  |
| 4                                   | Tanith Belbin / Benjamin Agosto         | Estados Unidos   | 203.00 | 35.02 (5)  | 64.69 (4)  | 103.29 (3) |
| 5                                   | Federica Faiella / Massimo Scali        | Itália           | 201.91 | 37.15 (4)  | 63.55 (5)  | 101.21 (4) |
| 6                                   | Meryl Davis / Charlie White             | Estados Unidos   | 191.19 | 34.80 (7)  | 60.36 (7)  | 96.03 (6)  |
| 7                                   | Nathalie Péchalat / Fabian Bourzat      | França           | 190.51 | 34.82 (6)  | 60.67 (6)  | 95.02 (7)  |
| 8                                   | Sinead Kerr / John Kerr                 | Reino Unido      | 186.94 | 33.48 (8)  | 59.86 (8)  | 93.60 (8)  |
| 9                                   | Alexandra Zaretski / Roman Zaretski     | Israel           | 179.21 | 32.51 (9)  | 58.10 (9)  | 88.60 (10) |
| 10                                  | Anna Cappellini / Luca Lanotte          | Itália           | 179.03 | 31.52 (11) | 57.05 (10) | 90.46 (9)  |
| 11                                  | Kristin Fraser / Igor Lukanin           | Azerbaijão       | 173.95 | 31.86 (10) | 56.35 (11) | 85.74 (11) |
| 12                                  | Kimberly Navarro / Brent Bommentre      | Estados Unidos   | 165.90 | 31.48 (12) | 52.10 (13) | 82.32 (14) |
| 13                                  | Ekaterina Bobrova / Dmitri Soloviev     | Rússia           | 164.72 | 29.12 (16) | 52.88 (12) | 82.72 (13) |
| 14                                  | Katherine Copely / Deividas Stagniūnas  | Lituânia         | 164.28 | 29.85 (13) | 51.66 (14) | 82.77 (12) |
| 15                                  | Ekaterina Rubleva / Ivan Shefer         | Rússia           | 160.37 | 29.14 (15) | 49.52 (15) | 81.71 (15) |
| 16                                  | Cathy Reed / Chris Reed                 | Japão            | 155.15 | 28.16 (18) | 47.70 (18) | 79.29 (16) |
| 17                                  | Kaitlyn Weaver / Andrew Poje            | Canadá           | 154.84 | 27.74 (20) | 48.62 (17) | 78.48 (17) |
| 18                                  | Anna Zadorozhniuk / Sergei Verbillo     | Ucrânia          | 153.25 | 29.31 (14) | 49.17 (16) | 74.77 (21) |
| 19                                  | Allie Hann-McCurdy / Michael Coreno     | Canadá           | 153.13 | 28.33 (17) | 47.01 (19) | 77.79 (18) |
| 20                                  | Nelli Zhiganshina / Alexander Gazsi     | Alemanha         | 150.82 | 28.07 (19) | 45.52 (21) | 77.23 (19) |
| 21                                  | Barbora Silná / Dmitri Matsjuk          | Áustria          | 147.21 | 24.85 (21) | 46.90 (20) | 75.46 (20) |
| 22                                  | Yu Xiaoyang / Wang Chen                 | China            | 139.20 | 23.90 (23) | 43.97 (23) | 71.33 (23) |
| 23                                  | Kamila Hájková / David Vincour          | República Tcheca | 138.63 | 24.06 (22) | 41.91 (25) | 72.66 (22) |
| 24                                  | Leonie Krail / Oscar Peter              | Suíça            | 126.50 | 22.38 (25) | 44.10 (22) | 60.02 (24) |
| Não avançaram para a dança livre    |                                         |                  |        |            |            |            |
| 25                                  | Krisztina Barta / Ádám Tóth             | Hungria          | 64.08  | 21.44 (27) | 42.64 (24) |            |
| 26                                  | Joanna Budner / Jan Mościcki            | Polônia          | 62.28  | 23.61 (24) | 38.67 (28) |            |
| 27                                  | Danielle O'Brien / Gregory Merriman     | Austrália        | 60.12  | 20.24 (28) | 39.88 (27) |            |
| 28                                  | Ksenia Shmirina / Egor Maistrov         | Bielorrússia     | 59.37  | 18.87 (29) | 40.50 (26) |            |
| 29                                  | Yu Sun Hye / Ramil Sarkulov             | Uzbequistão      | 56.93  | 21.85 (26) | 35.08 (30) |            |
| 30                                  | Ina Demireva / Juri Kurakin             | Bulgária         | 53.38  | 17.75 (30) | 35.63 (29) |            |
| Não avançaram para a dança original |                                         |                  |        |            |            |            |
| 31                                  | Kristina Kiudmaa / Aleksei Trohlev      | Estônia          | 16.72  | 16.72 (31) |            |            |

## Quadro de medalhas
| Ordem | País           | Medalha de ouro | Medalha de prata | Medalha de bronze |    | Ordem por total |
| ----- | -------------- | --------------- | ---------------- | ----------------- | -- | --------------- |
| 1     | Canadá         | 1               | 1                | 1                 | 3  | 1               |
| 2     | França         | 1               | 1                |                   | 2  | 2               |
| 3     | Alemanha       | 1               |                  |                   | 1  | 3               |
| 3     | Japão          | 1               |                  |                   | 1  | 3               |
| 5     | China          |                 | 1                |                   | 1  | 3               |
| 5     | Itália         |                 | 1                |                   | 1  | 3               |
| 7     | Rússia         |                 |                  | 1                 | 1  | 3               |
| 7     | Coreia do Sul  |                 |                  | 1                 | 1  | 3               |
| 7     | Estados Unidos |                 |                  | 1                 | 1  | 3               |
| TOTAL | TOTAL          | 4               | 4                | 4                 | 12 | —               |